# Volleyball Köniz
Il Volleyball Köniz è una società di pallavolo femminile svizzera, avente sede a Köniz e militante nel massimo campionato svizzero, la Lega Nazionale A.

## Storia
Il Volleyballclub Köniz nasce nel 1970. Il club milita nella Ligue Nationale A dal 1986, ma solo negli anni novanta inizia ed ottenere risultati di spicco. Nel 1999 vince il suo primo trofeo, aggiudicandosi la Coppa di Svizzera. Un anno dopo vince per la prima volta anche il campionato svizzero. Nelle due stagioni successive, invece, il club realizza il Double vincendo campionato e coppa nazionale.
Grazie ai risultati ottenuti in campionato, il club inizia a prendere parte anche alle competizioni europee, disputando anche la finale della Top Teams Cup 2002-03, in cui esce sconfitto per mano del Racing Club Villebon 91. In patria, tuttavia, continua a dominare la scena, aggiudicandosi il campionato per altre due volte, portando a cinque la quota dei campionati vinti consecutivamente e realizzando il terzo Double nel 2004.
Nel 2005 la prima squadra diventa indipendente rispetto al resto del club, cambiando denominazione in Volleyball Köniz, con la quale si aggiudica immediatamente la Supercoppa svizzera per la prima volta. Nella seconda metà degli anni duemila il club non riesce a ripetersi, oscurato dal Volleyballclub Voléro Zürich. Solo nel 2008 arriva un nuovo successo, con la vittoria della supercoppa nazionale. Nel 2009, invece, arriva la vittoria del sesto campionato.

## Palmarès
- Campionato svizzero: 6

1999-00, 2000-01, 2001-02, 2002-03, 2003-04, 2008-09
- Coppa di Svizzera: 4

1998-99, 2000-01, 2001-02, 2003-04
- Supercoppa svizzera: 2

2005, 2008

## Denominazioni precedenti
- 1970-2005: Volleyball Club Köniz